# سهيل (دشتياري)
سهيل (بالفارسية: سهیل) هي قرية تقع في قسم باهوكلات الريفي (مقاطعة تشابهار) في إيران. يقدر عدد سكانها بـ 132 نسمة بحسب إحصاء 2016.